# La Campagne du peseur d'or
La Campagne du peseur d'or (néerlandais : Het gezicht op Bloemendaal met het landgoed Saxenburg) est une gravure de Rembrandt, datant de 1651.
Plusieurs musées, dont le British Museum, le Rijksmuseum et le Metropolitan Museum of Art possèdent des impressions. Elle s'inspire d'un paysage conservé dans la collection du Musée Boijmans Van Beuningen.

## Titre

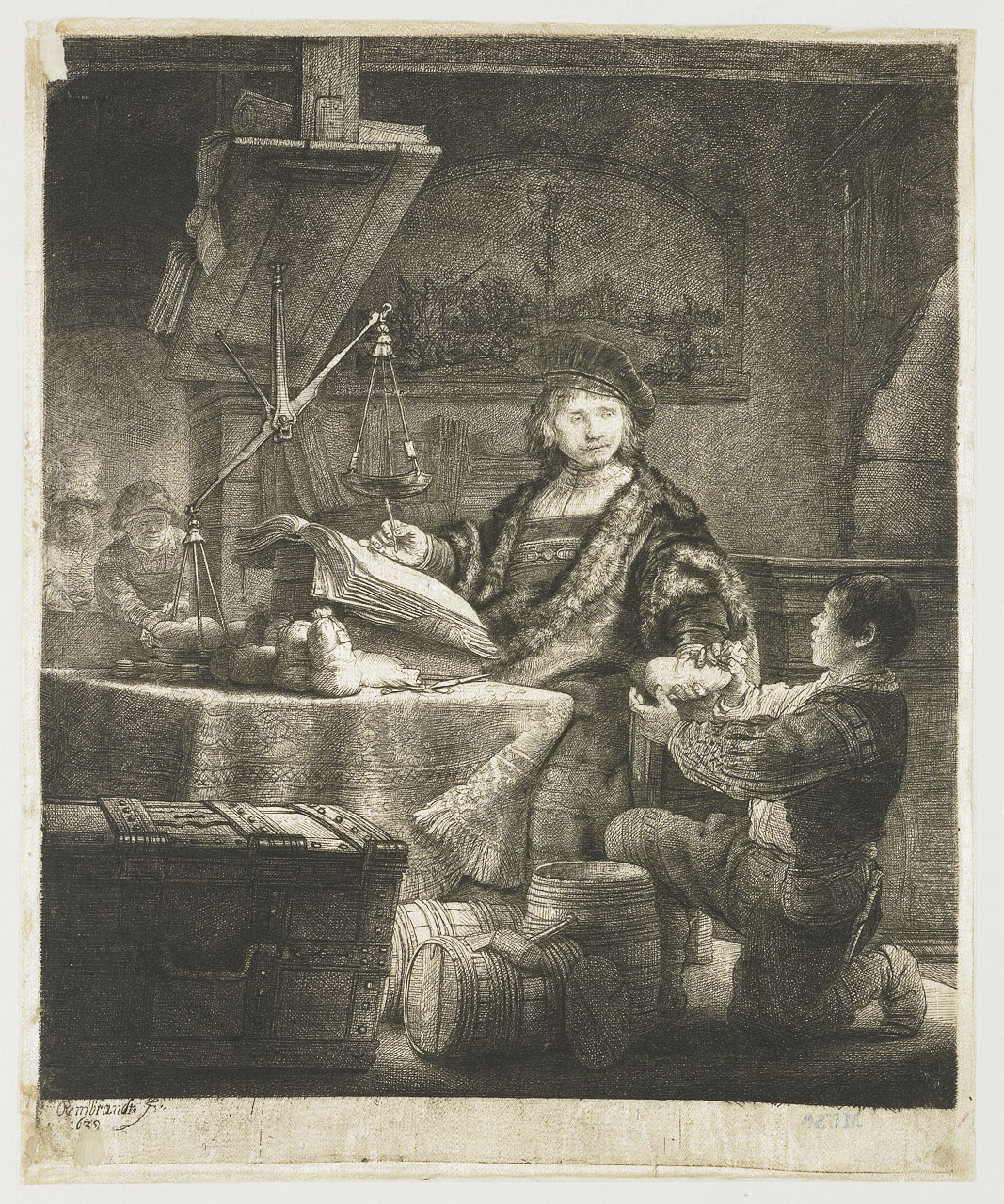
Rembrandt, Portrait de Jan Wtenbogaert, ou Le Pesage de l'or (1639).

La gravure a été appelée ainsi à tort en référence à la Maison du peseur d'or, un portrait gravé de Rembrandt, mais il s'agit en fait du domaine de Saxenburg à Bloemendaal, dont le propriétaire était à l'époque Christoffel Thijs, celui qui a vendu à Rembrandt sa maison à Amsterdam (devenue Musée Rembrandt).

## Description
Le paysage montre le domaine de Saxenburg avec des champs enchaulés, indiquant que la scène se situe durant les mois d'été. Le point de vue se situe sur le haut des dunes de Bloemendaal avec, l'Église Saint-Bavon de Haarlem au loin.  Elle existe toujours. Les bâtiments du domaine ont eux-mêmes été détruits.
L'image est inversée par rapport au dessin. La gravure est signée et datée en bas à gauche :  Rembrandt. 1651.

## Œuvres comparables
Le peintre Philips Koninck a peint un Haerlempje montrant  également ce domaine.

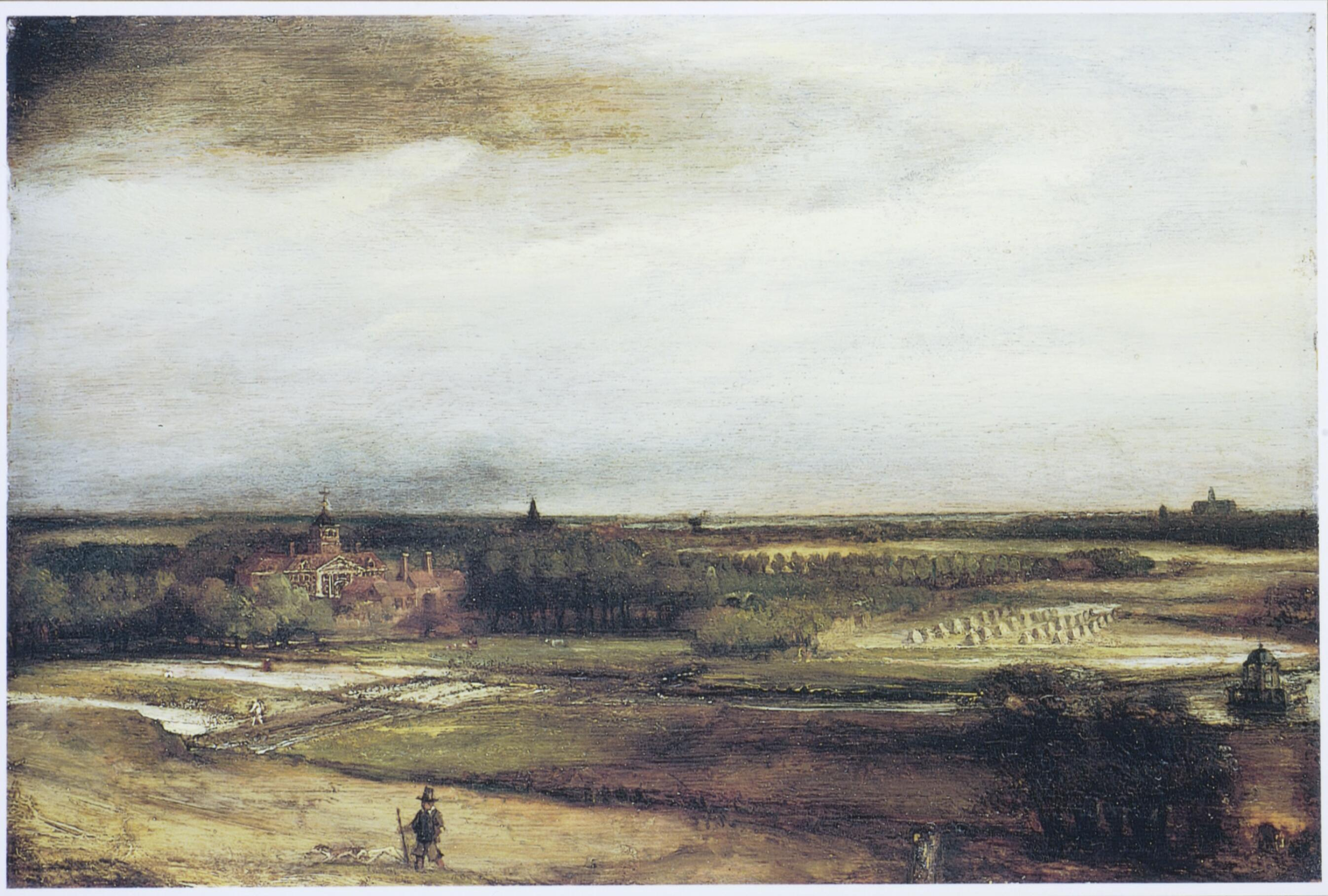
Philips Koninck : Vue du domaine de Saxenburg avec des champs enchaulés près de Haarlem.
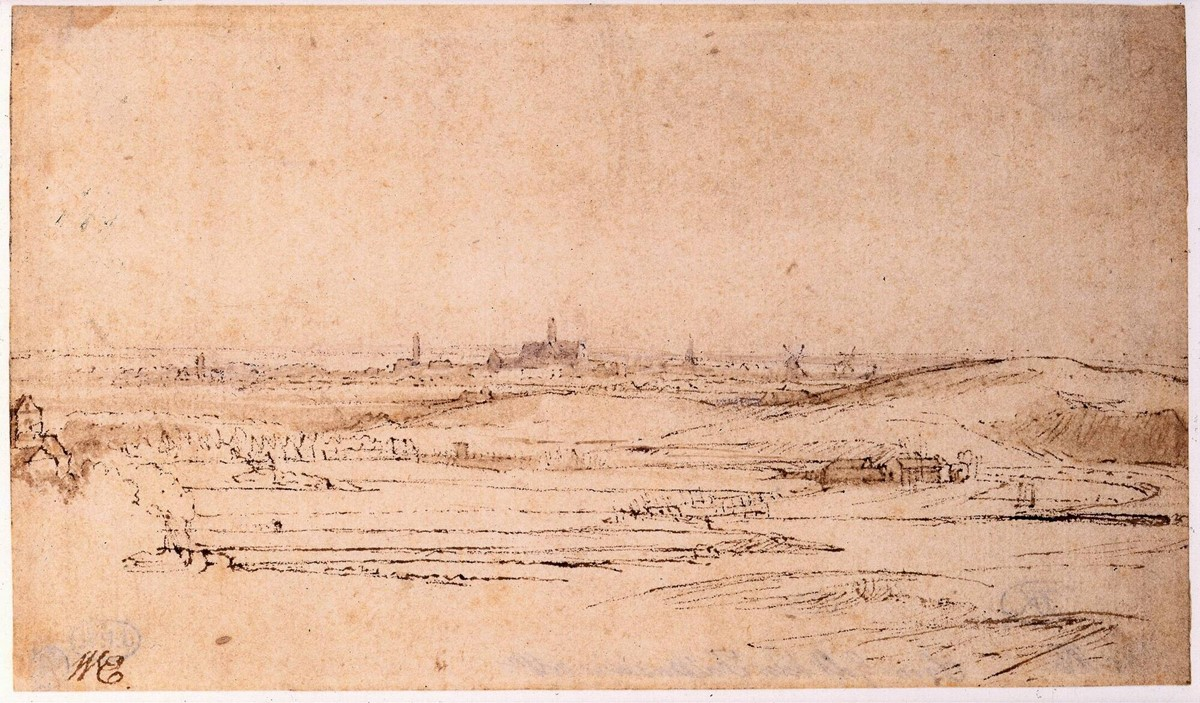
Rembrandt : Vue de Haarlem avec le domaine de Saxenburg  au premier plan, musée Boijmans van Beuningen (dessin).